# 霍赫賴希山

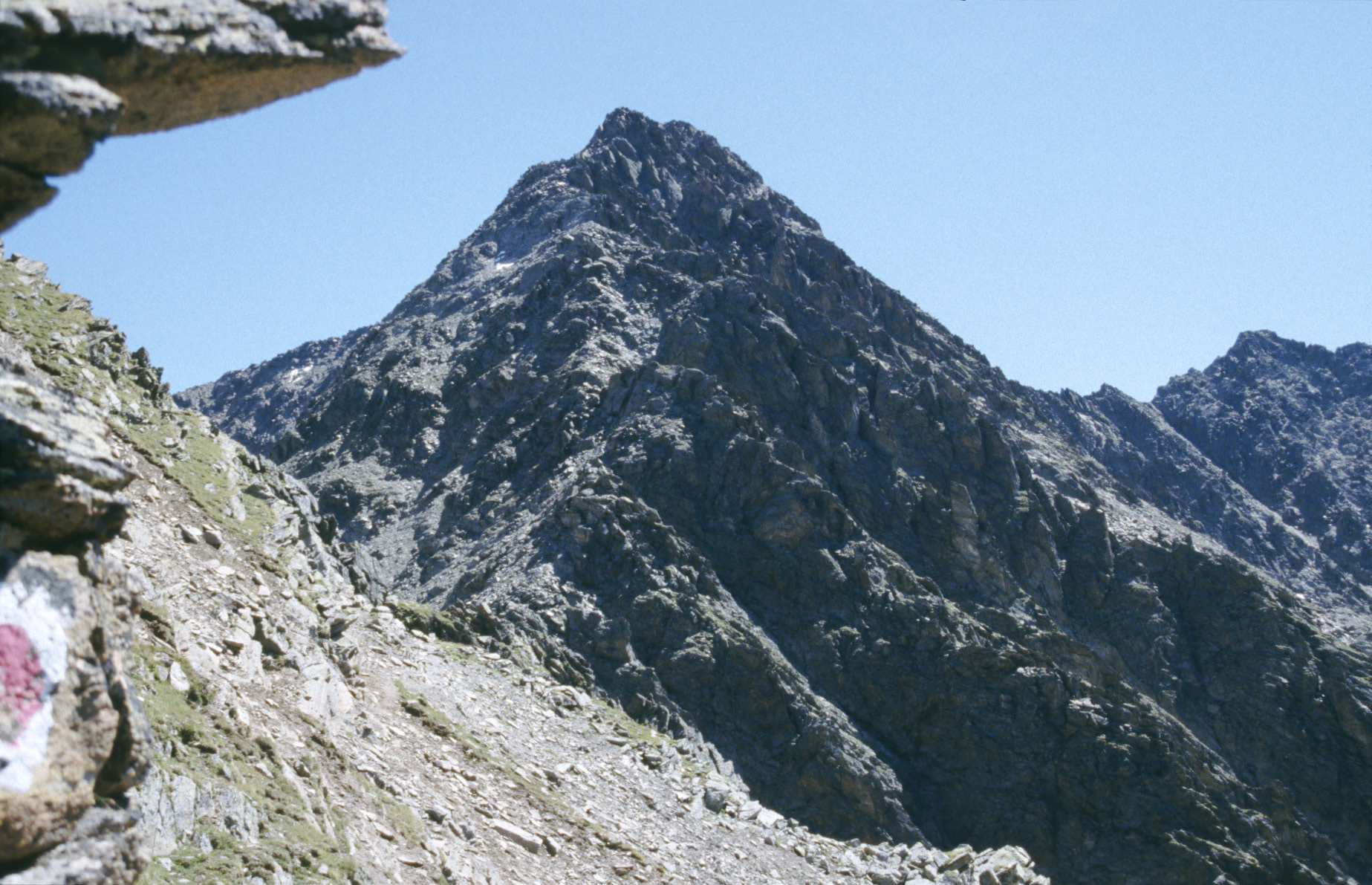

47°10′13″N 10°58′11″E / 47.17028°N 10.96972°E
霍赫賴希山（德語：Hochreichkopf），是奥地利的山峰，位於該國西部，由蒂羅爾州負責管轄，屬於斯圖拜阿爾卑斯山脈的一部分，海拔高度3,010米，人類在1890年8月28日首次登頂。